# Manuel Hernández Nicolás
Manuel Hernández Nicolás (Cartagena, 15 de noviembre de 1960) es un expiloto de motociclismo de velocidad español que compitió internacionalmente entre 1986 y 1994.

## Biografía
Manuel Hernández debuta en el Mundial de Velocidad en 1986 en el Gran Premio de España de 1986 en la categoría de 125cc. Su mejor temporada fue en 1990 donde en la decimoquinta posición de la clasificación general y acabó en cuatro Grandes Premios entre los diez primeros. A nivel nacional, se proclamó Campeón de España de velocidad en 125cc en 1989 con una Montesa-Honda.
Después de su retirada, Hernández sigue vinculado al mundo del motociclismo de competición con el equipo H43 del FIM CEV Repsol para promocionar a jóvenes talentos.
Su hijo, Manuel Hernández García, también fue piloto profesional y compitió en el motociclismo de velocidad entre la temporada de 2003 y la de 2008.

## Resultados en el Campeonato del Mundo
Sistema de puntuación desde 1969 hasta 1987:
| Posición | 1.º | 2.º | 3.º | 4.º | 5.º | 6.º | 7.º | 8.º | 9.º | 10.º |
| Puntos   | 15  | 12  | 10  | 8   | 6   | 5   | 4   | 3   | 2   | 1    |

Sistema de puntuación desde 1988 hasta 1991:
| Posición | 1.º | 2.º | 3.º | 4.º | 5.º | 6.º | 7.º | 8.º | 9.º | 10.º | 11.º | 12.º | 13.º | 14.º | 15.º |
| Puntos   | 20  | 17  | 15  | 13  | 11  | 10  | 9   | 8   | 7   | 6    | 5    | 4    | 3    | 2    | 1    |

Sistema de puntuación en 1992:
| Posición | 1.º | 2.º | 3.º | 4.º | 5.º | 6.º | 7.º | 8.º | 9.º | 10.º |
| Puntos   | 20  | 15  | 12  | 10  | 8   | 6   | 4   | 3   | 2   | 1    |

Sistema de puntuación de 1993 hasta 2022:
| Posición | 1.º | 2.º | 3.º | 4.º | 5.º | 6.º | 7.º | 8.º | 9.º | 10.º | 11.º | 12.º | 13.º | 14.º | 15.º |
| Puntos   | 25  | 20  | 16  | 13  | 11  | 10  | 9   | 8   | 7   | 6    | 5    | 4    | 3    | 2    | 1    |

### Carreras por año
(Carreras en negrita indica pole position, carreras en cursiva indica vuelta rápida)
| Año     | Cat.  | Equipo      | 1       | 2       | 3       | 4       | 5       | 6       | 7       | 8       | 9       | 10      | 11      | 12      | 13      | 14      | 15     | Pts. | Pos. |
| ------- | ----- | ----------- | ------- | ------- | ------- | ------- | ------- | ------- | ------- | ------- | ------- | ------- | ------- | ------- | ------- | ------- | ------ | ---- | ---- |
| 1986    | 125cc | Benetti     | ESP Ret | NAC Ret | ALE 21  | AUT Ret |         | NED DNQ | BEL DNQ | FRA 17  | GBR -   | SUE -   | RSM DNQ | BDW Ret |         |         |        | 0    | -    |
| 1987    | 125cc | MBA/Benetti |         | ESP Ret | ALE DNQ | NAC -   | AUT DNQ |         | NED 19  | FRA -   | GBR -   | SUE -   | CHE -   | RSM 24  | POR 16  |         |        | 0    | -    |
| 1988    | 125cc | Honda       |         |         | ESP 12  |         | NAC DNQ | GER Ret | AUT DNQ | NED Ret | BEL 17  | YUG DNQ | FRA Ret | GBR 21  | SUE 23  | CHE Ret |        | 4    | 36.º |
| 1989    | 125cc | Honda       | JAP -   | AUS -   |         | ESP Ret | NAC Ret | ALE -   | AUT -   |         | NED -   | BEL -   | FRA 17  | GBR 21  | SUE Ret | CHE Ret |        | 0    | -    |
| 1990    | 125cc | Honda       | JAP 18  |         | ESP 8   | NAC 6   | ALE 10  | AUT 5   | YUG 17  | NED 17  | BEL Ret | FRA 12  | GBR 24  | SUE Ret | CHE -   | HUN 17  | AUS 15 | 40   | 15.º |
| 1991    | 125cc | Honda       | JAP -   | AUS -   |         | ESP 23  | ITA 19  | ALE -   | AUT -   | EUR 24  | NED -   | FRA 24  | GBR Ret | RSM -   | CHE -   |         | MAL -  | 0    | -    |
| 1992    | 125cc | Aprilia     | JAP 17  | AUS Ret | MAL -   | ESP Ret | ITA 14  | EUR 15  | GER 20  | NED 19  | HUN Ret | FRA 20  | GBR Ret | BRA 18  | RSA 18  |         |        | 0    | -    |
| 1993    | 125cc | Aprilia     | AUS 16  | MAL Ret | JAP 19  | ESP 16  | AUT 24  | ALE 23  | NED 17  | EUR Ret | RSM 22  | GBR Ret | CZE Ret | ITA Ret | USA 18  | FIM Ret |        | 0    | -    |
| 1994    | 250cc | Aprilia     | AUS -   | MAL -   | JPN -   | SPA Ret | AUT Ret | GER 23  | NED 20  | ITA Ret | FRA Ret | GBR DNS | CZE -   | USA Ret | ARG 25  | EUR Ret |        | 0    | -    |
| Fuente: |       |             |         |         |         |         |         |         |         |         |         |         |         |         |         |         |        |      |      |